# EMD SD70MAC
SD70MAC ist die Herstellerbezeichnung für eine Reihe dieselelektrischer Güterzuglokomotiven, die zwischen 1993 und 2007 als Teil der SD-Serie von General Motors Electro-Motive Division (EMD) in 1109 Exemplaren hergestellt wurde. Sie ist die Wechselstromausführung der Reihe SD70M und konkurrierte mit der Reihe AC4400CW von GE Transportation Systems (GETS). 2004 wurde sie durch das Nachfolgemodell SD70ACe abgelöst.

## Geschichte
Nachdem mangelnde Ausgaben für die Fahrzeugentwicklung ebenso wie die Unzuverlässigkeit der Reihe SD50 den Ruf des Lokomotivherstellers General Motors Electro-Motive Division (EMD) nachhaltig geschädigt hatten, übernahm 1987 der Konkurrent GE Transportation Systems (GETS) die führende Stellung im US-amerikanischen Lokomotivbau. Die Reihe SD60 sicherte EMD die Existenz, doch erst mit der Reihe SD70 und ihren Nachfolgemodellen gelang es dem Hersteller, seine frühere Bedeutung teilweise wiederzugewinnen. Zu den wichtigsten Neuerungen gehörten die selbstlenkenden HTCR-Drehgestelle, welche den Verschleiß an Laufwerk und Schienen reduzierten, sowie eine verbesserte elektronische Steuerung und ein überarbeiteter Dieselmotor.
Mit zwei Prototypen der Reihe SD60MAC hatte EMD im Juni 1991 den Drehstromantrieb eingeführt, der sich in den nächsten zwei Jahrzehnten gegen den bisher üblichen Gleichstromantrieb durchsetzte. Diese Prototypen dienten als Vorlage für das Modell SD70MAC, welches parallel zum Gleichstrommodell SD70M angeboten und seit November 1993 in Serie gebaut wurde. Bis 2007 wurden 1109 Fahrzeuge an die Alaska Railroad (ARR), die Burlington Northern Railroad (BN) sowie ihren Nachfolger, die Burlington Northern and Santa Fe Railway (BNSF), Conrail (CR), CSX Transportation (CSXT) und Transportación Ferroviaria Mexicana (TFM) verkauft. Weil die Reihe SD70MAC die durch die Environmental Protection Agency (EPA) für den 1. Januar 2005 beschlossene Abgasnorm Tier II nicht erfüllte, entwickelte EMD in den frühen 2000er Jahren das Nachfolgemodell SD70ACe, dessen Serienproduktion im April 2004 begann.
Durch Modernisierungen und Umbauten entstanden aus dem ursprünglichen Modell SD70MAC zum einen die Reihe SD70MACe mit neuer elektrischer Ausrüstung von Mitsubishi für BNSF, CSXT und die Kansas City Southern Railway (KCS), zum anderen die Reihe SD70MACH mit der Achsfolge (Bo1)(1Bo) und elektrischer Zugheizung für die Metra (METX).

## Technische Beschreibung
Der Hauptrahmen, welcher den Vorbau, den Führerstand und die Aufbauten des Maschinenraums trägt, stützt sich auf zwei dreiachsige selbstlenkende Drehgestelle des Modells HTCR-II mit Schraubenfedern als Primär- und Gummifedern als Sekundärfederung. Drehzapfen dienen zur Übertragung der horizontalen Kräfte auf den Hauptrahmen. Die Dienstmasse der Lokomotive liegt bei 188 t, woraus sich eine mittlere Achslast von 31,4 t ergibt.
Der Vorbau beinhaltet unter anderem zwei von außen befüllbare Sandkästen für die pneumatisch betriebene Sandstreueinrichtung. An beiden Enden des Fahrzeugs ist eine durch Geländer gesicherte Plattform vorhanden. Hinter dem Führerstand befinden sich der größte Teil der elektrischen Ausrüstung und unter dem Dach die Bremswiderstände. In der Mitte des Fahrzeugs ist die aus Dieselmotor und Hauptgenerator bestehende Antriebsanlage angeordnet. Der Dieselmotor des Typs EMD 16-710G3B mit 186,0 l Hubraum ist ein wassergekühlter Sechzehnzylinder-V-Motor mit Abgasturbolader, arbeitet nach dem Zweitaktprinzip und liefert bei einer Drehzahl von 904 min−1 eine Leistung von 2980 kW. Fahrzeuge ab Baujahr 2002 besitzen einen Motor des Modells 16-710G3C-T1 mit einer Leistung von 3210 kW und sind an der geänderten Form ihrer Kühlanlage erkennbar, welche an die der Reihe SD45 erinnert. Der vom Dieselmotor angetriebene Wechselstrom-Hauptgenerator GM TA17 versorgt die sechs Tatzlager-Wechselstromfahrmotoren des Typs GM 1TB2630. Das Übersetzungsverhältnis zwischen Fahrmotor und Radsatz beträgt 1 : 4,12, die resultierende Höchstgeschwindigkeit 113 km/h und die Anfahrzugkraft 780 kN. Ein kleinerer Wechselstromgenerator des Modells GM CA7A dient als Erregermaschine des Hauptgenerators und der Hilfsgenerator GM A8589 zur Versorgung des Bordnetzes. Den hinteren Abschluss des Maschinenraums bildet die Kühlanlage. Zwischen den Drehgestellen befindet sich der Kraftstofftank mit einem Fassungsvermögen von 18 900 l, über dem beiderseits des Lokomotivrahmens ein Hauptluftbehälter angeordnet ist.
Eine indirekt wirkende Druckluftbremse dient als Zugbremse, eine direkt wirkende Druckluft-Zusatzbremse als Lokomotivbremse und eine Handbremse zur Sicherung im Stand. Die pneumatische Bremsausrüstung stammt von Westinghouse. Die Fahrzeuge verfügen zudem über eine Widerstandsbremse sowie eine Mehrfachtraktionssteuerung.

## Lieferliste
| Käufer   | Nummerierung                    | Baujahre  | Anzahl | Anmerkungen                                                                 |
| -------- | ------------------------------- | --------- | ------ | --------------------------------------------------------------------------- |
| ARR      | 4001–4016, 4317–4328            | 1999–2007 | 0028   |                                                                             |
| BN       | 9400–9499, 9504–9710, 9713–9716 | 1993–1995 | 0311   | 1995 übernommen durch BNSF                                                  |
| BNSF     | 8800–8989, 9711–9712, 9717–9999 | 1996–2000 | 0475   | teilweise umgebaut in SD70MACe; teilweise ausgemustert und verkauft/zerlegt |
| CR       | 4130–4144                       | 1998      | 0015   | 1999 übernommen durch CSXT                                                  |
| CSXT     | 700–774, 4701–4830              | 1997–2004 | 0205   | teilweise umgebaut in SD70MACe; teilweise ausgemustert und verkauft/zerlegt |
| TFM      | 1600–1674                       | 1999–2000 | 0075   | 2005 übernommen durch KCSM; teilweise umgebaut in SD70MACe                  |
| gesamt:  | gesamt:                         | gesamt:   | 1109   |                                                                             |
| Quellen: |                                 |           |        |                                                                             |

## Fotos

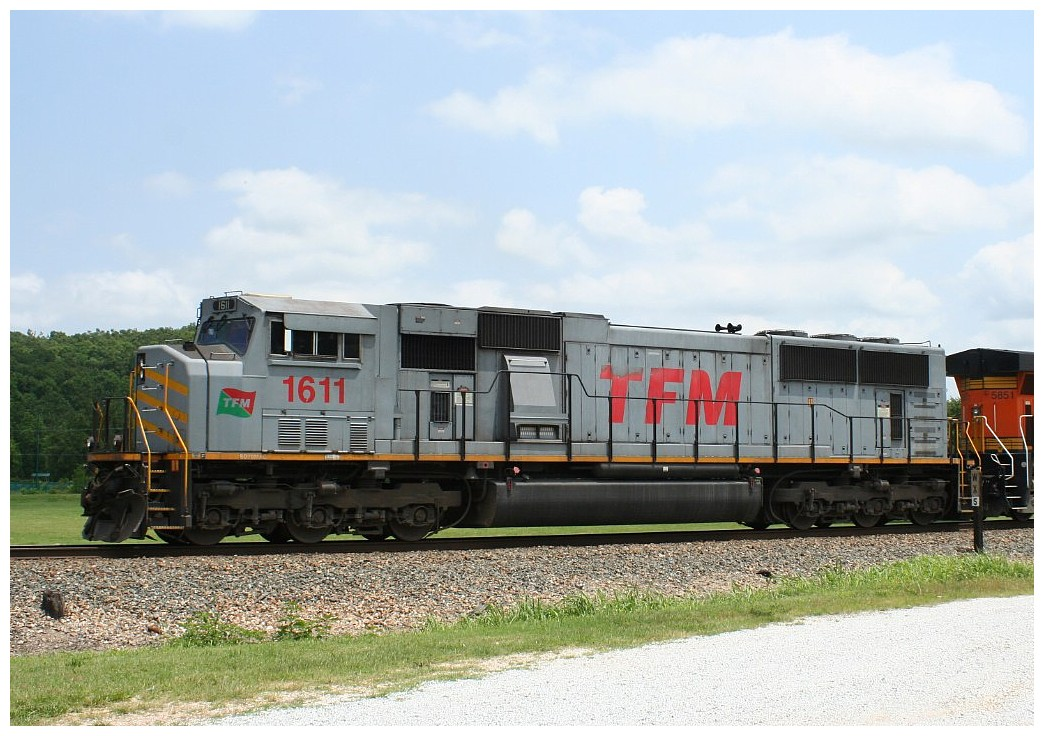
TFM 1611 (Juni 2007)
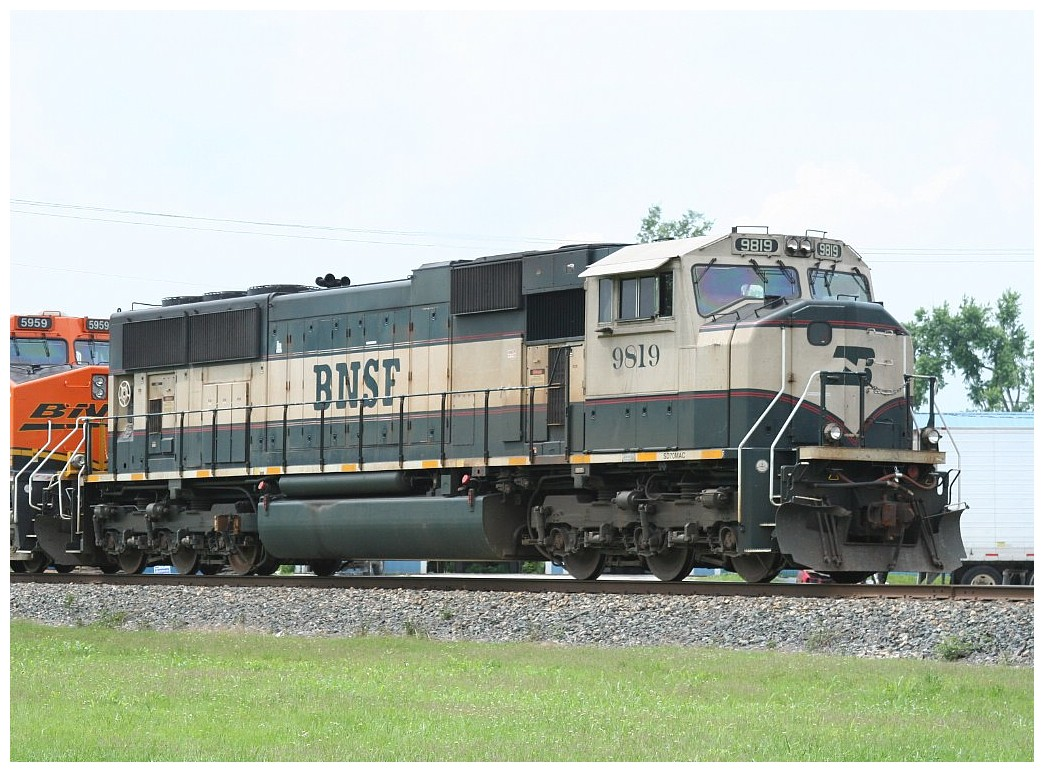
BNSF 9819
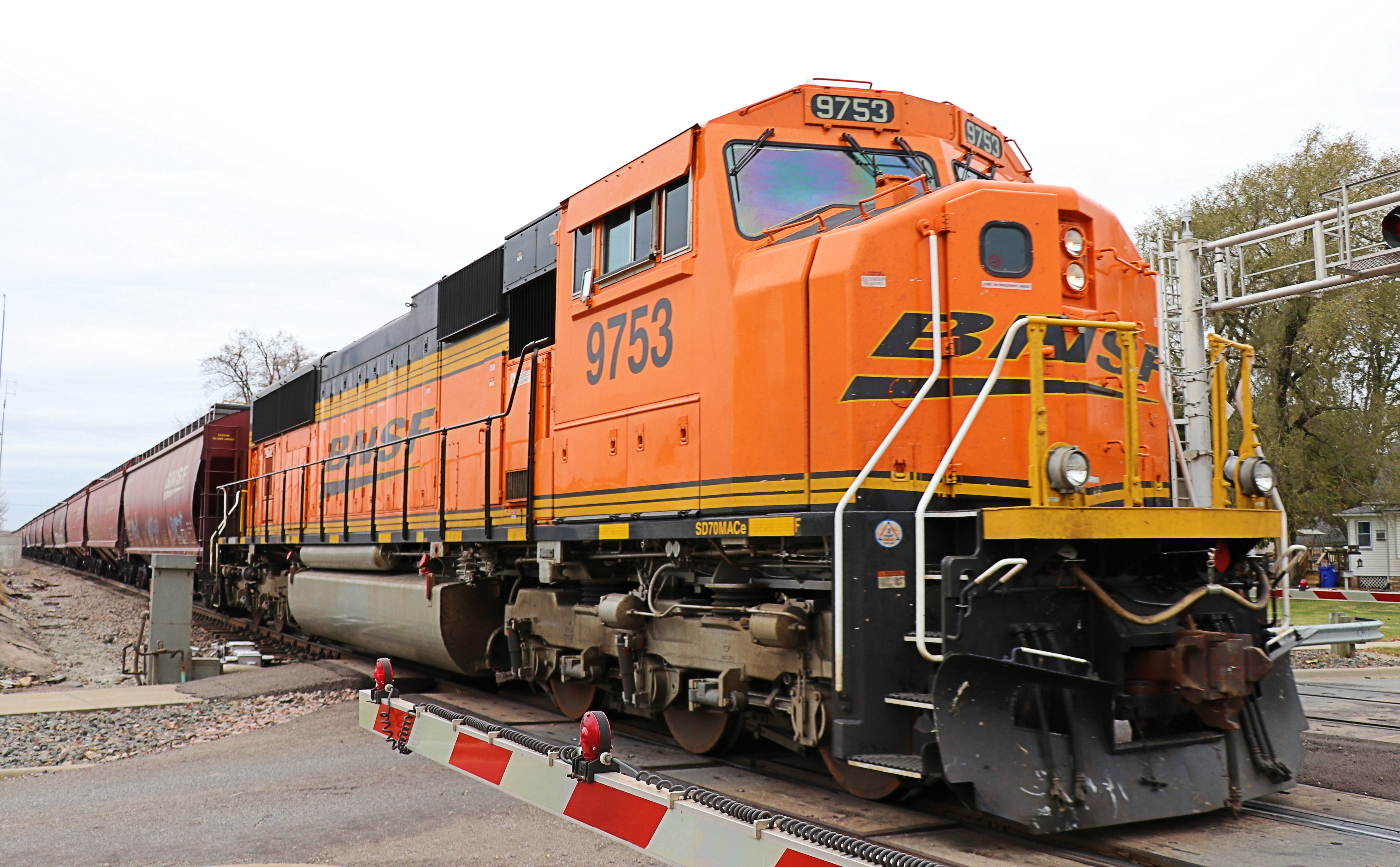
BNSF 9753 (SD70MACe) in Olathe (November 2017)
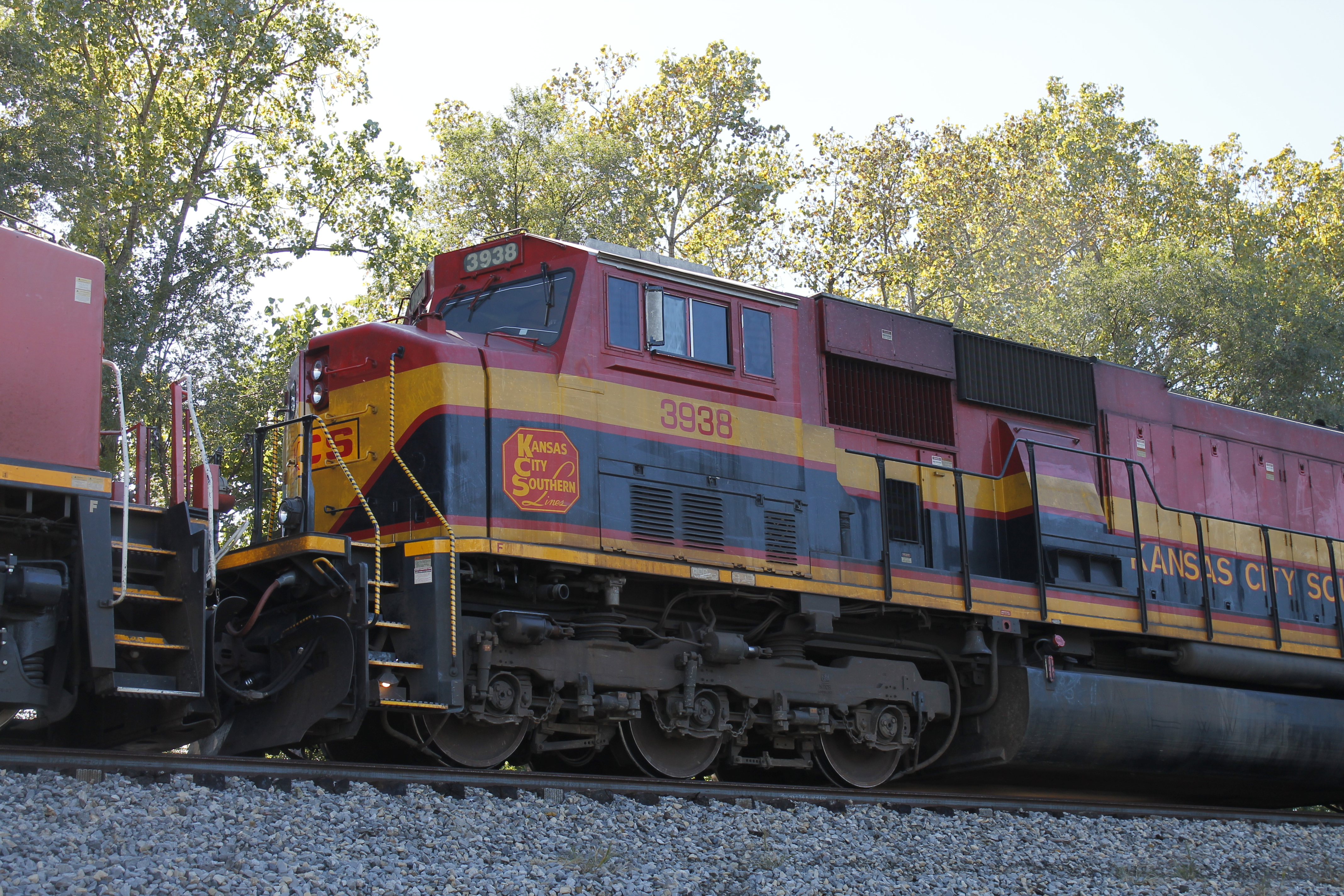
KCS 3938 (September 2018)
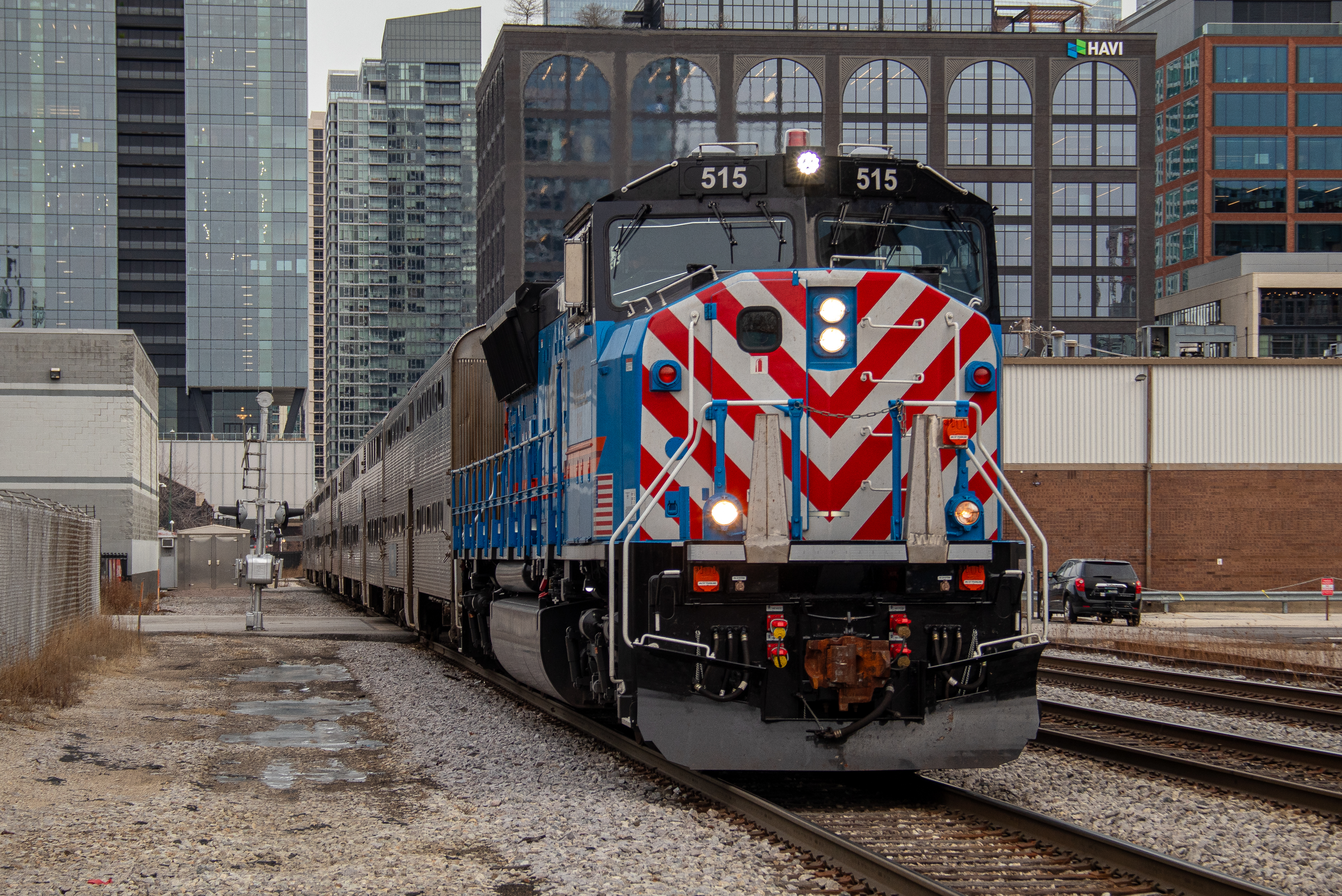
METX 515 (SD70MACH) in Chicago (Januar 2025)